# Musée national de Tanzanie
Le musée national de Tanzanie est un consortium de musées tanzaniens dont le but est de préserver et de montrer des expositions sur l'histoire et l'environnement naturel de la Tanzanie. Le consortium s'est développé à partir du musée national de Dar es Salaam, créé en 1934 par le gouverneur du Tanganyika Harold MacMichael. Quatre autres musées ont rejoint ultérieurement le consortium, à savoir le Musée du village, le Musée national d'histoire naturelle et de la déclaration d'Arusha à Arusha, et le musée mémorial Mwalimu Julius K. Nyerere de Butiama.

## Musée national de Dar es Salaam
Le musée national de Dar es Salam est situé dans la rue Shabban, à côté du jardin botanique. Créé en 1934 et ouvert au public depuis 1940, il était à l'origine un musée mémorial consacré au roi George V. L'une des voitures du roi est toujours exposée. Le musée a été agrandi en 1963, avec l'ajout d'un deuxième bâtiment. Il est maintenant consacré à l'histoire de la Tanzanie. Parmi les pièces d'exposition les plus célèbres, on peut citer quelques ossements de Paranthropus boisei, découverts par Louis Leakey à Olduvai. Le musée dispose également d'une grande section consacrée à la ville-état de Kilwa à Shirazi. Le musée possède également des collections ethnographiques sur les cultures tanzaniennes, ainsi que des collections de poteries chinoises anciennes.

## Musée du village

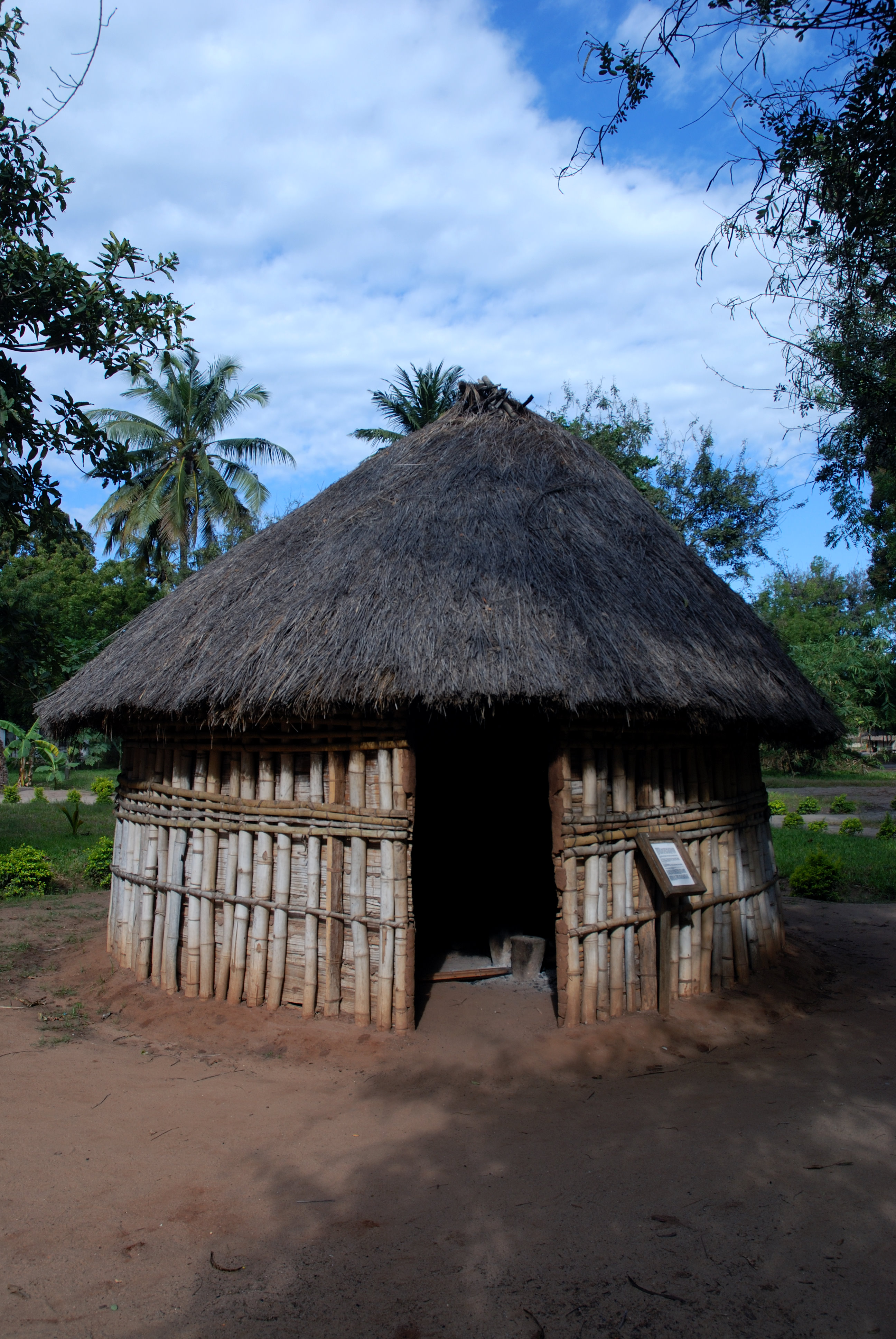
Hutte traditionnelle, au musée du village

Le Kijiji cha Makumbusho, ou Musée du village, créé en 1967, est un musée ethnographique en plein-air, situé dans la banlieue de Dar es Salam, sur la route de Mwenge et Bagamoyo. Il présente des huttes traditionnelles de différents groupes ethniques, en une quinzaine de constructions. Il y est présenté également des illustrations des cultures traditionnelles, avec des concerts de musique traditionnelle et des spectacles de danse.

## Musée national d'histoire naturelle
Le musée national d'histoire naturelle, ouvert depuis 1987, est situé à Arusha, sur la route de Boma. Il dispose de deux expositions permanentes, respectivement sur l'évolution de l'homme et de l'entomologie.

## Musée de la déclaration d'Arusha
Le musée de la Déclaration d'Arusha, ouvert depuis 1977, est situé à Arusha, sur la route de Kalolenie. On y trouve des documents sur l'histoire coloniale de la Tanzanie, sur la lutte pour l'indépendance et sur la déclaration d'Arusha, où le premier président tanzanien Julius Nyerere a présenté sa vision politique.

## Musée Nyerere
Le musée mémorial Mwalimu Julius K. Nyerere (ou musée Nyerere) a été créée en 1999. Il est situé à Butiama, où le premier président, Julius Nyerere, est né et a été enterré. Le musée expose des objets liés à la vie personnelle et politique de Nyerere.